# Nabil Ghilas
Nabil Ghilas (Marselha, 20 de abril de 1990) é um jogador argelino que atua como avançado. Atualmente, joga pelo Vitória de Setúbal.

## Carreira

### FC Porto
No dia 8 de julho de 2013, Nabil Ghilas assinou contrato com o clube português Porto por quatro épocas.
Marcou o seu primeiro golo no clube a 5 de fevereiro de 2014, contra o Estoril em casa, a contar para a Taça de Portugal. A equipa, nesse jogo, venceu o adversário por 2–1.

## Títulos
FC Porto
- Supertaça Cândido de Oliveira: 2013